# آبنوباچی ترمینال
آبنوباچی ترمینال (انگلیسی: Abenobashi Terminal Building) ساختمان ۶۰ طبقه در شهر آبه‌نو، اوساکا در کشور ژاپن است، که پروژه ساخت آن در سال ۱۹۸۳ آغاز شد و در سال ۱۹۸۸ به بهره‌برداری رسید.